# Allison Cameron
Pour les articles homonymes, voir Cameron.
Allison Cameron est un personnage de fiction de la série médicale de la Fox, Dr House, qui est interprété par l'actrice américaine Jennifer Morrison. Elle est immunologiste.
Le docteur Cameron est un membre de l'équipe du docteur House au sein de l'hôpital universitaire fictif de Princeton-Plainsboro dans le département de diagnostic.
Elle a été embauchée six mois avant sa première apparition dans l'épisode pilote Les Symptômes de Rebecca Adler. House l'a explicitement informée qu'il l'avait embauchée à cause de son apparence puisque, selon lui, les jolies femmes qui ont étudié la médecine montrent un dévouement plus important que les femmes qui ont une apparence plus banale, car elles auraient pu utiliser leur beauté pour avoir un emploi plus facile. Elle quitte le département de diagnostic, et donc l'équipe de House lors de la saison 3.

## Le personnage
Allison est connue pour son honnêteté, sa sincérité, son idéalisme et son éthique. Elle est hypermétrope et déiste, car elle dira : « Je crois en une force supérieure là-haut qui dirige plus ou moins la barque. Mais pas en une entité anthropomorphique appelée Dieu qui contrôle tout ce qu'on fait, toi et moi (s'adressant à Foreman) ».
Allison s'oppose à l'habitude qu'a House de tromper leurs patients et ils ont eu plusieurs confrontations à ce sujet,. Elle est également réticente à annoncer une mauvaise nouvelle aux patients ou à leur famille. Elle gagne cependant plus facilement la confiance des patients afin d'obtenir leur consentement pour des procédures diagnostiques, contrairement aux manières assez sèches de House. 
Dans la saison 3, Allison est devenue plus disposée à employer les méthodes de Gregory House pour aboutir à un résultat. Dans le même temps, elle a justifié son changement d'attitude par ses bonnes intentions et sa loyauté envers son patron. Son allégeance a brusquement pris fin en fin de saison 3 lorsque, à l'instar de ses deux collègues, elle quitte le département de diagnostic.

## Biographie du personnage
Avant de travailler au CHU de Princeton-Plainsboro, Allison Cameron était médecin stagiaire à la clinique Mayo et fut l'une des meilleures étudiantes de sa promotion à l'école de médecine. Elle vient du Midwest des États-Unis et a un frère aîné dont on ne connaît pas le nom,,. Lors de son arrivée à Princeton-Plainsboro, elle a intégré au département « Diagnostic » l'équipe du docteur Gregory House au côté du docteur Robert Chase dans le cadre d'une bourse médicale.
House l'a embauchée pour son physique : selon lui puisqu'elle est belle, elle aurait pu faire n'importe quoi de facile et qui ne demandait pas d'efforts. Sa motivation pour être devenue médecin est selon House le fait qu'elle dissimule une blessure. En laissant de côté les facilités qu'elle aurait pu obtenir grâce à sa beauté, House a vu en Cameron une diagnosticienne plus méritante et douée car moins avantagée au départ. Cependant, elle ne connaît aucun événement survenu dans sa jeunesse, contrairement à l'enfance de Chase ou celle de Foreman qui sera embauché peu de temps après elle.
Malgré son caractère aimable et sincère, Cameron a vécu des expériences traumatisantes plus tôt dans sa vie. Sa maladresse vis-à-vis de la mort a été expliquée lorsqu'il a été révélé qu'Allison était tombée amoureuse d'un homme mourant qu'elle épousa alors qu'elle avait 21 ans. Leur mariage prit fin au bout de six mois après que le cancer de son mari s'est métastasé dans son cerveau.
Dans la saison 1, Allison commence un jeu tendu du chat et de la souris avec House, qui a abouti à deux rendez-vous et, plus tard dans la saison 3, à un baiser (même si la véritable intention du baiser était de détourner l'attention de House pour lui permettre de prélever un échantillon de son sang). Cette attirance qu'avait Allison pour House s'atténue avec le temps, et son intérêt pour le docteur Chase grandit au fil des épisodes.
À la fin de la troisième saison, Allison se retrouve temporairement l'unique collègue de House dans le département diagnostic, après que Chase a été renvoyé par House et que Foreman a décidé de donner sa démission pour rejoindre, le temps de quatre épisodes, l'hôpital Mercy à New York, avant de revenir à son poste à Princeton-Plainsboro. Elle décide donc elle aussi de quitter le service dirigé par House pour rejoindre les urgences de ce même hôpital et se teint par la même occasion les cheveux en blond (qui est par ailleurs la couleur naturelle des cheveux de l'actrice).
Chase et Foreman remarquent que, bien qu'elle ait quitté le service du Dr House, elle en reste pour le moins très impliquée dans son équipe. Plus tard, elle confie à Foreman que ce qu'elle regrette le plus, depuis son changement de service, ce sont les personnes qui font tout ce qu'il faut pour obtenir des résultats. 
De plus, plus tard dans la saison, elle admettra au docteur House que résoudre les énigmes médicales et enquêter lui manquent. Elle a assuré à plusieurs reprises qu'elle ne voulait pas revenir dans le département de diagnostic notamment à cause de House (« Vous ne me manquez pas ! »),.

Sa relation avec Robert Chase se prolonge au cours de la saison 4 et 5. Au 21e épisode de la cinquième saison, elle fait savoir au Dr House qu'elle ne souhaite pas que Chase la demande en mariage, craignant qu'il ne le fasse uniquement à cause du suicide du Dr Kutner, un des nouveaux membres de l’équipe de House dont la mort soudaine a troublé le personnel de l'hôpital. Voyant Cameron reculer face à lui, Chase décide de la quitter, décision qu'il révoquera en toute fin d'épisode. C'est alors qu'elle se voit demandée en mariage par Robert Chase, demande qu'elle accepte.
Lors du retour de House après un séjour en hôpital psychiatrique, elle revient dans le service diagnostic sur demande de Foreman et Cuddy, à la suite du départ de Taub et numéro 13. Elle devra faire face au secret de son mari, qui a tué un dictateur sanguinaire admis comme patient en faussant des analyses. Quand elle apprendra la vérité, elle tiendra House comme responsable, pour lui avoir appris à se jouer des règlements et des patients. Alors qu'il était prêt à la réembaucher définitivement, elle quitte son mari et son poste pour partir à Chicago (lieu de naissance de l'actrice). Elle revient néanmoins une fois au Princeton-Plainsboro pour faire signer les papiers du divorce à Chase. Elle revient cependant dans le dernier épisode de la série Everybody Dies dans une hallucination de House où elle lui dit de mourir par récompense et non par punition. Elle assiste aux funérailles de House, mort dans une explosion, bien que cette mort était une mise en scène. Toutefois, elle prononce un hommage très touchant en disant que House savait aimer. On apprend qu'elle est devenue chef des urgences dans un hôpital de Chicago et mère de famille. 
On apprend également dans l'épisode pilote qu'elle a eu un casier judiciaire à 17 ans. 

### Analyse du personnage
Ian Jackman décrit Cameron comme l'« anti-House, le positif de son négatif ». Ses convictions sont en totale opposition avec celles de House, qui s'intéresse au mystère quand elle s'intéresse au patient. 
Dans la relation que le personnage développe face à la mort et au deuil, David Shore s'est inspiré d'une de ses connaissances qui a perdu trois de ses frères et sœurs dans sa jeunesse puis a vu son mari mourir d'un cancer dans leur première année de mariage.
Pour le casting, Jennifer Morrison ne croyait pas qu'elle serait choisie, ayant 24 ans au début de la série alors que le personnage devait en avoir 32.
Le départ du personnage de Cameron est dû à un choix artistique et non à un désaccord entre l'actrice et la production.